# Amburbia
Un sacrificio amburbial, también conocido como amburbium, amburbia o amburbale sacrum, era una fiesta religiosa de la Antigua Roma en donde los participantes marchaban con animales llevados en solemne procesión alrededor del perímetro de la ciudad para posteriormente sacrificarlos, una vez terminado el recorrido. Era una ceremonia expiatoria y de  purificación, con el objetivo de proteger la ciudad y más concretamente sus muros.  
Su función era similar a la de la Ambarvalia, que se utilizaba también para purificar el entorno de la ciudad. En general se realizaban cuando se preveían grandes peligros o calamidades.
Amburbia se compone de ambio ("dar una vuelta"), o de amb o ambu, una antigua preposición que significa "alrededor", y de urbs, "ciudad". 
En la fiesta, también se habla de amburbiales victimæ, víctimas que son llevadas en procesión y que son sacrificadas después.
La fiesta se celebró por última vez en 394, cuando el usurpador Eugenio esperaba el ataque del ejército de Teodosio I, por petición de Virio Nicómaco Flaviano, responsable de la política de restauración pagana del usurpador: fue en la época de Aureliano cuando la ceremonia dejó de celebrarse.
Joseph Justus Scaliger en el siglo XVI, en sus comentarios a la obra de Sexto Pompeyo Festo, sostenía que la Amburbia y la Ambarvalia eran en realidad el mismo ritual. Pero su distinción se deduce de un pasaje de Flavio Vopisco en su Vida de Aureliano, donde se dice que "se celebró el amburbium  y prometió la ambarvalia". En el mismo pasaje se puede deducir que en la ocasión, el amburbium fue celebrado el tercer día antes de los idus de enero (es decir, el 11 de enero).